# سیارک ۵۸۴۷
سیارک ۵۸۴۷ (به انگلیسی: 5847 Wakiya، نامگذاری:1989YB) پنج هزار و هشتصد و چهل و هفتمین سیارک کشف شده‌است که در ۱۸ دسامبر ۱۹۸۹ کشف شد.
قدر مطلق سیارک برابر ۱۲٫۷۰ است.